# When a Woman Sins
When a Woman Sins è un film muto del 1918 diretto da J. Gordon Edwards.

## Trama
Michael West, studente di teologia, viene preso da passione per la bella infermiera del padre, Lillian Marchand. Una sera, spiandola in giardino, la vede danzare. Tentando di abbracciarla, la donna lo respinge, ma lui insiste. Accusata di essere stata la causa della morte del vecchio West, Lillian lascia disillusa la casa e inizia una carriera di danzatrice con il nome di Poppea. Uno dei suoi più grandi ammiratori è Reggie, il cugino di Michael. Quest'ultimo rivede la donna per perorare la causa del cugino che però sorprende i due abbracciati. Disperato, Reggie si suicida. Durante una festa, Lillian si offre al miglior offerente che si rivela essere Michael, che se la aggiudica offrendole un mazzo di gigli bianchi.

## Produzione
Il film fu prodotto dalla Fox Film Corporation con il titolo di lavorazione The Message of the Lilies.

## Distribuzione
Distribuito dalla Fox Film Corporation, il film uscì nelle sale cinematografiche USA il 28 settembre 1918. Uscì anche in Algeria il 24 settembre 1920 con il titolo francese Poppéa.
Non si conoscono copie ancora esistenti della pellicola che viene considerata presumibilmente perduta.